# Александрович Віктор Іванович
Віктор Іванович Олександрович (12 серпня 1871 — ?) — Російський військовий діяч, полковник (1915). Герой Першої світової війни.

## Життєпис
1889 року після закінчення Полоцького кадетського корпусу вступив у службу. У 1892 році після закінчення Михайлівського артилерійського училища здійснено підпоручики і випущено до 27-ї артилерійської бригади. У 1895 році був проведений у поручики, в 1897 році в штабс-капітани. З 1900 року учасник Китайського походу.
З 1903 року перейменований на штабс-капітани гвардії з призначенням обер-офіцером Костянтинівського артилерійського училища. 1905 року був здійснений капітанами гвардії з перейменуванням у підполковники. У 1907 році закінчив Санкт-Петербурзький археологічний інститут, командир 5-ї батареї 24-ї артилерійської бригади.
З 1914 року учасник Першої світової війни на чолі своєї батареї. У 1915 році здійснений полковником, командиром 2-го дивізіону 24-ї артилерійської бригади. З 1916 командир 4-го окремого польового важкого артилерійського дивізіону.
9 червня 1915 року за хоробрість нагороджений Георгіївською зброєю.
|  | За те, що командуючи дивізіоном, у бою 28 вересня 1914 року біля міста Надаржина, маючи завдання своїм вогнем прикрити відхід наших військ, незважаючи на появу ворога в тилу і перебуваючи під дійсним рушничним, кулеметним та артилерійським вогнем, повернув зброю навколо і, на картеч, дав можливість відійти, важкій артилерії та забезпечив загальне відходження. Потім пробився повз противника, зберігши всі знаряддя |

Після Жовтневої революції, з 1918 року служив в армії Української Держави, штаб-офіцер для доручень при Головному артилерійському управлінні. З 1919 року помічник начальника артилерії Південно-Західного району Армії УНР.

## Нагороди
- Орден Святого Станіслава 3 ступеня (Мечі до ордена — ВП 13.06.1916)
- Орден Святого Станіслава 2 ступеня (1905; Мечі до ордена — ВП 02.09.1916)
- Орден Святої Анни 2-го ступеня (1908; Мечі до ордена — ВП 18.06.1916)
- Орден Святого Володимира 4-го ступеня (1912; Мечі та бант до ордена — ВП 18.01.1915)
- Георгіївська зброя (ВП 09.06.1915)
- Орден Святого Володимира 3-го ступеня з мечами (ВП 21.06.1916)